# Gymnopternus blankaartensis
Gymnopternus blankaartensis är en tvåvingeart som beskrevs av Marc Pollet 1990. Gymnopternus blankaartensis ingår i släktet Gymnopternus, och familjen styltflugor. Enligt den svenska rödlistan är arten nära hotad i Sverige. Arten förekommer på Öland. Arten har tidigare förekommit i Götaland men är numera lokalt utdöd. Artens livsmiljö är våtmarker, skogslandskap, jordbrukslandskap.